# Мамы
«Мамы» — российский фильм-альманах 2012 года, снятый под руководством кинокомпании Enjoy Movies. Состоит из восьми киноновелл, поставленных разными режиссёрами. В день 8 марта происходят 8 разных историй с восемью разными мамами. Основой для истории послужила идея о том, что 8 марта, когда все мужчины поздравляли всех знакомых женщин с праздником, случился сбой в телефонной сети одного из сотовых операторов, но для восьми мужчин было жизненно необходимо поздравить маму в тот день.
Фильм вышел в прокат 1 марта 2012 года.

## Список киноновелл
Новелла № 1 «Ведущая»
Телеведущая утренней программы в прямом эфире получает телефонный звонок в студию от своего сына. Оказывается, она случайно забрала его ключи, из-за чего мальчик остался запертым дома. Позже сын сообщает ей, что сегодня 8-е, а не 7-е марта, как она только что объявила зрителям. Когда в программе наступает время поздравлений, ведущая слышит поздравление от сына. Растрогавшись, она начинает показывать его детские фотографии, благодаря чему вскоре получит предложение новой работы.
Новелла № 2 «Парашют»
Отец, сын и дочь преподносят подарок матери: сертификат на прыжок с парашютом. Но мама оказалась не готова к такому подарку. После долгих уговоров мама всё же соглашается, тем более прыжок будет в тандеме с сыном — инструктором по прыжкам. Несмотря на все неудобства, прыжок состоялся, мама осталась довольна: когда раскрылся парашют, она увидела надпись, прочерченную на земле по снегу «Мама, с 8 марта!». После приземления женщину ожидал ещё один подарок — пароварка, о которой она давно мечтала.
Новелла № 3 «Операция "Мама"»
Музыкальный продюсер, у которого полный штат слуг (охранник, водитель, повар, гувернантка сына), предупреждает подчинённых о том, что его сын постарается поздравить с 8 марта свою маму, и приказывает им этого не допустить. Сыну он объясняет, что мама их предала. Мальчику всё равно. С помощью хитрости он сбегает в другой город к маме и проводит весь день у неё. Она решила заниматься музыкальной карьерой самостоятельно и готовится скоро выпустить свой первый альбом.
Новелла № 4 «Я не Коля»
Владелец спортзала просит своего подчинённого-боксера выбить денежный долг из его знакомого. В то же время боксёру поступают звонки от неизвестного номера. На том конце провода пожилая женщина, неправильно набравшая номер, спрашивает Колю. В конце концов боксёр называется Колей, это сын старушки. Она рассказывает, что её затопили соседи. Боксёр решает помочь ей якобы по просьбе её сына и тратит на это часть денег, которые он получил от должника. После этого боксёр находит настоящего Колю и доходчиво объясняет ему, как важно звонить матери.
Новелла № 5 «Моей любимой»
Успешный бизнесмен готовит множество подарков к 8 марта для разных женщин. Потом самолётом и несколькими машинами добирается до маленькой деревушки в глубинке. Он приходит на кладбище, кладёт на могилу матери большой букет тюльпанов и разговаривает с ней, будто она ещё жива. Говорит, что мечтает о женщине, которая была бы похожа на неё, просит дать ему знать, когда такая женщина окажется рядом. Мама его не подводит.
Новелла № 6 «Напарник»
Заслуженный учитель России получает от сына 2 СМС: скупое поздравление с 8 марта и приглашение в ресторан-клуб. Встретившись у клуба, они выясняют, что сообщение про клуб было отправлено маме по ошибке и на самом деле предназначалось напарнику сына: сегодня в клубе они должны произвести задержание банды наркоторговцев. Пока сын выясняет отношения с напарником, мама замечает в клубе свою бывшую ученицу. Все персонажи приняли участие в обезвреживании преступников.
Новелла № 7 «Отец и сын»
Требовательный отец-одиночка проверяет домашнее задание своего сына. Ему кажется, что мальчик не старается, и настаивает на том, чтобы сын выполнил всё, как следует. Сын говорит, что у него назначена встреча с одноклассницей в кафе, но позвонить и отменить встречу не удаётся: связь не работает. Сын считает, что обманывать женщину нехорошо, поэтому им вместе нужно поехать в кафе. Но в кафе ожидает молодая женщина, с которой мальчик познакомился в интернете от имени папы в надежде, что они встретятся и понравятся друг другу. Но женщина уходит — план не сработал. Или всё же сработал?..
Новелла № 8 «Мама, положи деньги»
Главный герой новеллы работает в конторе, занимающейся мошенничествами по телефону, в частности рассылкой сообщений «Мама, положи мне денег на счёт, у меня неприятности». Но что, если в списке рассылки случайно окажется номер его собственной мамы?
Эпилог «Кинотеатр»
В кинотеатре женщина-контролёр неожиданно получает приглашение на сеанс от своего сына, который снял короткометражный фильм, посвящённый матерям.

## В ролях
- Анастасия Заворотнюк — Надежда Пушкарёва
- Андрей Федорцов — Алексей Сергеевич Ванин
- Игорь Верник — Александр Евгеньевич, продюсер
- Нина Русланова — мама Дмитрия
- Ольга Тумайкина — Людмила
- Арарат Кещян —
- Михаил Пореченков — боксёр
- Екатерина Васильева — мать Коли
- Сергей Газаров — директор
- Александр Олешко — Коля
- Гоша Куценко — отец Саши
- Мария Сёмкина — гувернантка
- Егор Бероев — Виктор
- Равшана Куркова — Кристина
- Сергей Безруков — Михаил Юрьевич
- Елена Корикова — Оксана
- Владимир Сычёв — деревенский мужик
- Михаил Богдасаров — таксист
- Ольга Волкова — баба Тома
- Фёдор Добронравов — Николай
- Иван Добронравов — Пётр
- Марина Голуб — Наташа
- Дмитрий Дюжев — Сергей «Тяпа»
- Лия Ахеджакова — Светлана Семёновна, мать «Тяпы»
- Сергей Бадюк — охранник
- Светлана Ходченкова — Козырева
- Пётр Фёдоров — Антон
- Людмила Артемьева — Виктория Владимировна, билетёрша

## Саундтрек
- Александр Юрпалов — Одну женщину люблю
- Гига feat. Sokolovsky — Мама
- Эмма Мошковская — Я маму мою обидел
- InWhite — Море
- Гига, Хамиль, ST — С новым годом, мама
- Ёлка — Прованс